# Macuilácatl Grande
Macuilácatl Grande är en ort i Mexiko.   Den ligger i kommunen La Perla och delstaten Veracruz, i den sydöstra delen av landet, 220 km öster om huvudstaden Mexico City. Macuilácatl Grande ligger 2 071 meter över havet och antalet invånare är 626.
Terrängen runt Macuilácatl Grande är kuperad österut, men västerut är den bergig. Runt Macuilácatl Grande är det ganska tätbefolkat, med 155 invånare per kvadratkilometer. Närmaste större samhälle är Orizaba, 12,0 km söder om Macuilácatl Grande. I omgivningarna runt Macuilácatl Grande växer huvudsakligen savannskog.